# Evangelische Kirche (Ellrichshausen)

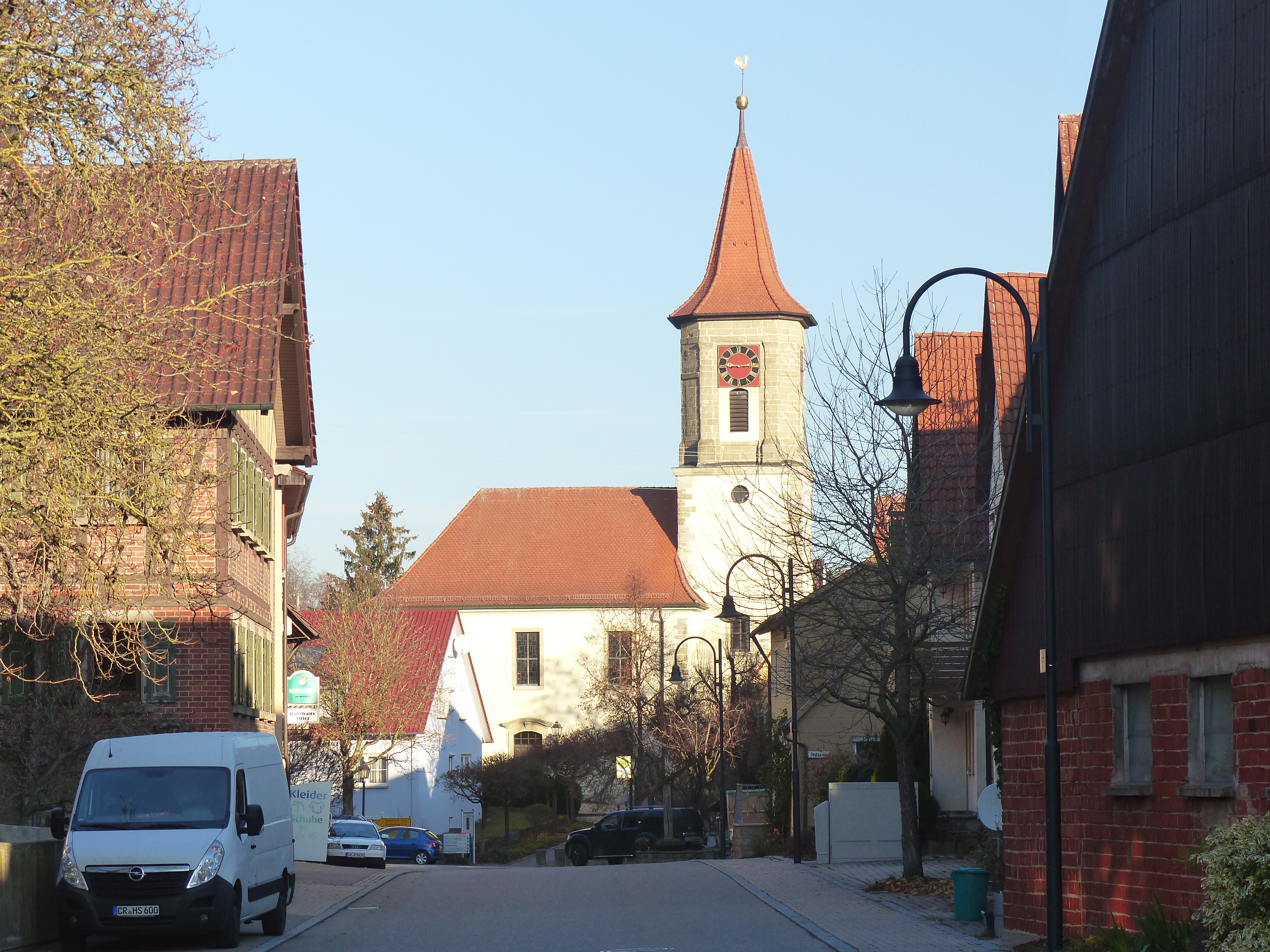
Evangelische Kirche in Ellrichshausen

Die Evangelische Kirche ist ein geschütztes Kulturdenkmal nach dem Denkmalschutzgesetz. Die Pfarrkirche steht in Ellrichshausen, einem Ortsteil der Gemeinde Satteldorf im Landkreis Schwäbisch Hall in Baden-Württemberg. Die Kirchengemeinde gehört zum Kirchenbezirk Crailsheim-Blaufelden der Evangelischen Landeskirche in Württemberg.

## Beschreibung
Die Saalkirche wurde zwischen 1744 und 1749 vollständig erneuert und erhielt in den 1980er Jahren ihr heutiges Aussehen. An das Langhaus schließt sich im Osten der Chorturm an, dessen oberes achteckiges, die Turmuhr und den Glockenstuhl beherbergendes Geschoss mit einem achtseitigen Knickhelm bedeckt ist.
Zur Kirchenausstattung gehören der Altar, die Kanzel und die Orgel, die als „Markgräfler Altarwand“ gestaltet wurden. Die Orgel wurde 1711 von Johann Georg Allgeyer d. Ä. gebaut.